# Cántalo
Cántalo è un singolo del cantante portoricano Ricky Martin, pubblicato nel 2019 ed estratto dall'EP Pausa. Il brano vede la partecipazione dei rapper portoricani Residente e Bad Bunny.

## Tracce
- Download digitale

1. Cántalo – 3:38